# Alla (Vorname)
Alla ist ein weiblicher Vorname, welcher vor allem im slawischen und skandinavischen Raum Verbreitung findet. Im Schwedischen stellt er eine Kurzform von Namen, die mit Al beginnen, dar. Im friesischen und niederländischen Sprachraum ist der Name eine Kurzform von Namen, die mit Adel beginnen.

## Bekannte Namensträgerinnen
- Alla Bastert-Tkachenko, eine ehemalige russische Profitänzerin
- Alla Churikova, eine deutsche Trickfilmemacherin ukrainisch-russischer Abstammung
- Alla Horska, ukrainische Malerin und Dissidentin
- Alla Jaroschynska, eine ukrainische Journalistin
- Alla Gerber, russische Politikerin, Journalistin und Filmkritikerin
- Alla Kudrjawzewa, russische Tennisspielerin
- Alla Kuschnir, russische Schachgroßmeisterin
- Alla Monchak, bürgerlicher Name der ukrainisch-kanadischen Pornodarstellerin Nikki Benz
- Alla Nazimova, US-amerikanische Schauspielerin
- Alla Schischkina, russische Synchronschwimmerin
- Ala Talkatsch, eine belarussische Biathletin
- Alla Pugatschowa, russische Sängerin und Komponistin
- Alla Waschenina, eine kasachische Gewichtheberin